# Cinéma srilankais

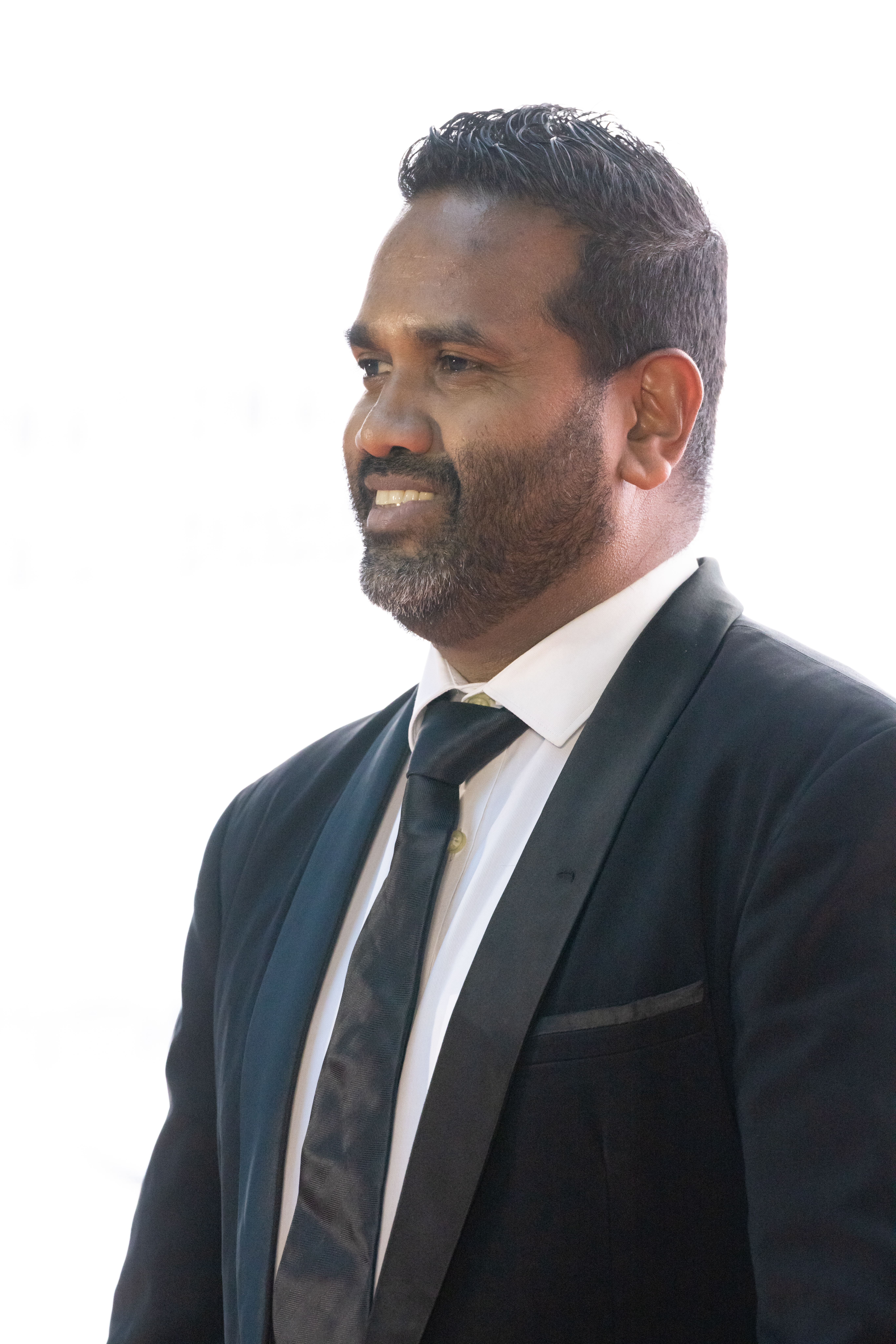

Le cinéma srilankais au sens large, rassemble les productions cinématographiques réalisées en Sri Lanka ou considérées comme étant srilankaises pour diverses raisons.

## Thèmes
Les réalisateurs srilankais osent aborder dans leurs films des sujets difficiles, comme les relations familiales, l'avortement, ou les années de conflits entre militaires et les forces armées rebelles du nord du pays.
Beaucoup des films srilankais sont basés sur la littérature cinghalaise. Leur style est comparable à celui de son voisin du nord, le cinéma indien, et met souvent en avant les magnifiques paysages du Sri Lanka.

## Histoire
Le premier film à avoir été produit et diffusé au Sri Lanka fut Kadawunu Poronduwa (La Promesse Brisée), en 1947. Le premier film en couleurs fut Ran Muthu Doova. Des centaines de films furent réalisés au Sri Lanka par la suite.
Le cinéaste le plus influent dans l'histoire du cinéma au Sri Lanka est Lester James Peries qui a dirigé de nombreux films de qualité qui lui amenèrent une reconnaissance internationale. Son dernier film, Wekanda Walawwa (La maison au bord du lac), devint le premier film srilankais à être proposé pour l'Oscar du meilleur film étranger. Nidhanaya, aussi réalisé par Lester James Peries, restera pourtant considéré par beaucoup comme le meilleur film produit au Sri Lanka. 
L'autre grand auteur srilankais contemporain est Asoka Handagama, dont deux œuvres novatrices et originales ont été distribuées en salles en France : This is my Moon (2002) et Flying with one Wing (2004) 

## Films
Parmi les dernières productions à succès du pays, on peut citer Sooriya Arana, Samanala thatu, Hiripoda wessa et la coproduction française de 2005 La Terre abandonnée (Sulanga Enu Pinisa). 
Tiré d'un fait divers aussi surprenant qu'authentique, Machan (Sri Lanka National Handball Team, 2008), réalisé par l'italien Uberto Pasolini (neveu du grand Luchino Visconti), raconte comment une vingtaine de sri lankais, pour échapper à la misère de leur situation au pays, profitent d'un tournoi de handball en Allemagne (Bavière) pour monter une équipe "nationale" fictive (ce sport n'existe absolument pas au Sri Lanka) qui leur permet d'émiger en occident...
Les cinéphiles srilankais suivent généralement autant les productions nationales que les sorties des films indiens.
- Liste de films srilankais (par décennie) (en)
- Liste de films srilankais tamouls (en)

## Personnes
- Liste de réalisateurs srilankais (en)
- Liste d'acteurs srilankais (en)
- Srilankais tamouls dans le cinéma singhalais (en)

## Institutions

### Distinctions
- Sarasaviya Awards
- Derana Film Awards
- Hiru Golden Film Award
- Presidential Film Awards
- SIGNIS Awards (Sri Lanka)
- Liste des longs métrages srilankais proposés à l'Oscar du meilleur film international

### Sources et bibliographie
En français
- Vilasnee Tampoe-Hautin, Cinéma et colonialisme : naissance et développement du septième art au Sri Lanka, 1896-1928, L'Harmattan, 2011, 162 p.  (ISBN 978-2296561762)
- Vilasnee Tampoe-Hautin, Cinéma et conflits ethniques au Sri Lanka : vers un cinéma cinghalais « indigène » (1928 à nos jours), L'Harmattan, 2011, 152 p.  (ISBN 978-2296561779)

En anglais
- Wimal Dissanayake, Ashley Ratnavibhushana , Profiling Sri Lankan Cinema, Asian Film Centre, Paris, 2011, 152 p.  (ISBN 978-9558008003)